# Musaranya de Sri Lanka
La musaranya de Sri Lanka (Suncus zeylanicus) és una espècie de musaranya. És endèmica de Sri Lanka, on viu a altituds d'entre 150 i 1.000 msnm.